# Gobernador de Colima
El Gobernador del Estado Libre y Soberano de Colima es el jefe del poder ejecutivo estatal, aquel individuo que es electo para un periodo de seis años sin reelección por ningún motivo, según la constitución política estatal en el ejercicio del poder ejecutivo de la entidad. El periodo gubernamental comienza el día 1 de noviembre del año de la elección y termina el 31 de octubre después de haber transcurrido seis años. El Estado de Colima desde el 3 de junio de 1967 está conformado por diez municipios; Armería, Colima, Comala, Tecomán, Coquimatlán, Cuauhtémoc, Ixtlahuacán, Manzanillo, Minatitlán y Villa de Álvarez. De los cuales son liderados por alcaldes o presidentes municipales electos por votación popular, cada tres años, para presidir los cabildos de los ayuntamientos.

## Historia
El cargo de gobernador de Colima fue establecido el 5 de febrero de 1857 tras la designación de Colima como Estado Libre y Soberano, más tarde, el 19 de julio de ese mismo año, se fundó el Congreso Estatal, el cual designó como primer gobernador a Manuel Álvarez Zamora.

## Facultades y obligaciones
La Constitución del Estado de Colima define los poderes y obligaciones;
- En el orden Federal, las que determine la Constitución y las leyes federales.
- Promulgar, ejecutar y hacer que se ejecuten las Leyes y Decretos haciendo uso en su caso, de todas las facultades que le concede esta Constitución.
- Formar los reglamentos y dictar las providencias que demande la mejor ejecución de las leyes.
- Nombrar y remover libremente a los Secretarios de la Administración Pública Estatal, al Procurador General de Justicia, al Oficial Mayor y a los demás servidores públicos cuyos nombramientos o remoción no correspondan, conforme a la ley, a otra autoridad.
- Mantener relaciones políticas con el Gobierno Federal y con los órganos de gobierno de los demás Estados de la federación.
- Suspender, cuando falten a sus deberes, a los empleados nombrados por él y promover conforme a la Ley la responsabilidad consiguiente.
- Conceder licencias con goce de sueldo o sin él, y aceptar las renuncias de los funcionarios y empleados a que se refieren las fracciones IV y V de este artículo.
- Pedir a la Comisión Permanente, convoque al Congreso a sesión o periodo extraordinario.
- Convocar al Congreso al desempeño de sus funciones cuando por algún motivo no hubiere Comisión Permanente.
- Expedir los nombramientos de los Magistrados del Supremo Tribunal de Justicia y someterlos para su aprobación al Congreso del Estado.
- Aceptar las renuncias y licencias de los funcionarios a que se refiere la fracción anterior dando cuenta con ellas al Congreso o a la Comisión Permanente en su caso.
- Facilitar al Poder Judicial, el auxilio que necesite para el ejercicio de sus funciones y hacer que se cumplan las sentencias de los tribunales.
- Conceder indultos y reducir y conmutar penas conforme a la ley.
- Celebrar convenios con los Gobiernos Federal y de los Estados para que los reos sentenciados por delitos del orden común, puedan cumplir sus sanciones privativas de libertad en establecimientos ubicados fuera de la Entidad.
- Vigilar la recaudación de los impuestos y contribuciones, y disponer su inversión según lo determinen las Leyes.
- Cuidar de que el manejo de los fondos públicos se asegure conforme a las leyes y de que los empleados rindan cuenta en la forma y tiempo prescritos por las mismas.
- Presentar al Congreso del Estado para su revisión y fiscalización semestralmente el resultado de la cuenta pública del gobierno del Estado, dentro de los 45 días naturales siguientes a la conclusión del semestre correspondiente. Dichos resultados se elaborarán por los meses comprendidos de enero a junio y de julio a diciembre de cada año, debiendo integrar en este último período las cifras consolidadas anuales de los resultados de la gestión.
- Dirigir y fomentar por todos los medios lícitos posibles, la Educación Pública, de acuerdo con esta Constitución y la Federal; y procurar el adelanto y mejoramiento social en todos los órdenes.
- Expedir títulos profesionales a quienes hubieren justificado haber sido aprobados en los exámenes correspondientes, conforme a los reglamentos vigentes en las escuelas profesionales establecidas en el Estado.
- Visitar el Estado en sus correspondientes municipios, ya sea personalmente o por medio de servidores públicos en los que delegue su representación, realizando recorridos o reuniones de consulta y diálogo popular, así como el inicio o puesta en servicio de acciones y obras públicas.
- Inspeccionar las obras de mejoras materiales costeadas por los ingresos del Estado; cuidando de que no se dilapiden los mismos.
- Celebrar, con aprobación del Congreso, los convenios de carácter financiero con la Federación; y con los Estados en materia de conurbación y límites en los términos de la fracción XIII del artículo 33 de esta Constitución.
- Recibir la protesta de todos los funcionarios y empleados de nombramiento del Gobernador, que conforme a las leyes no deban otorgarla ante otra Autoridad.
- Ejercitar los derechos a que se refieren los artículos 40 y 44 de esta Constitución.
- Otorgar a los particulares, mediante concesión, la explotación de bienes propiedad del Estado o la prestación de servicios públicos cuando así proceda con arreglo a la legislación aplicable.
- Asumir facultades especiales o extraordinarias conforme a la fracción XVI del artículo 33 de esta Constitución, cuando, en virtud de las circunstancias, no se pudiere recabar la autorización del Congreso, a quien dará cuenta de lo que hiciere para su aprobación o reprobación.
- Expedir los nombramientos de los Magistrados del Tribunal de lo Contencioso Administrativo y someterlos a la aprobación de la Legislatura Local.
- Organizar y conducir la planeación democrática del desarrollo del Estado y establecer los medios para la participación ciudadana y la consulta popular.

## Proceso de elección

### Requisitos para asumir el cargo
Según la Constitución, los requisitos para ser gobernador son;
I. Ser colimense por nacimiento con una residencia inmediata anterior al día de la elección de cinco años ininterrumpidos en el Estado; o hijo de padre o madre mexicano y haber residido en el Estado al menos durante doce años anteriores al día de la elección;
II. Tener por lo menos 30 años cumplidos al día de elección, estar en pleno goce de sus derechos, estar inscrito en la lista nominal de electores y no poseer otra nacionalidad;
III. Tener un modo honesto de vivir; 
IV. No ser ministro de algún culto;
V. No haber figurado directa ni indirectamente en alguna asonada, motín o cuartelazo;
VI. No estar en servicio activo de las fuerzas armadas y de los cuerpos de seguridad pública, a menos que se separe del cargo, por lo menos, un día antes del inicio del período de registro de candidatos;
VII. No ser Secretario de la Administración Pública Estatal, el Oficial Mayor, Procurador General de Justicia, Magistrado del Supremo Tribunal de Justicia o Presidente Municipal, a menos que se separe del cargo, por lo menos, un día antes del inicio del período de registro de candidatos;

VIII. No haberse desempeñado como Gobernador del Estado de Colima electo popularmente o de otra entidad federativa, ni como jefe de gobierno de la Ciudad de México o cualquier otra atribución que se refiere a las mismas funciones y atribuciones.

### Elección
El gobernador de Colima es electo mediante sufragio popular y directo, entrando en funciones el 1 de noviembre del año que se lleve a cabo su elección. La duración del cargo es de seis años, y no puede volver a ser electo, aunque se haya desempeñado como gobernador interino o sustituto.

## Sucesión

### Falta temporal
En caso de faltas temporales del gobernador de hasta 30 días, el encargado de dirigir el gobierno será el Secretario General de Gobierno con el carácter del Encargado del Despacho. Si hay una falta mayor a los 30 días, los diputados del Congreso del Estado designarán por mayoría de votos a un gobernador interino, para completar el periodo 

### Falta absoluta
En caso de que la falta fuera absoluta, si esta ocurre en los primeros dos años del sexenio, el Congreso nombrará por mayoría de votos a un gobernador interino, por una propuesta del grupo parlamentario al que pertenezca el partido del gobernador a sustituir, quien hará entrega del poder al ciudadano que hubiere resultado electo en la elección extraordinaria. Para ello, el Congreso «dentro de un plazo de diez días a partir de que haya nombrado al Gobernador Interino, expedirá una convocatoria para elección extraordinaria de Gobernador, la cual deberá celebrarse en un período máximo de un mes a partir de la expedición de la misma.» Por otro lado, si la falta absoluta ocurre en los últimos cuatro años del periodo, el Congreso denominará por mayoría de votos a un gobernador interino para completar el sexenio.